# 白岩松
白岩松（1968年8月20日—），生于内蒙古自治区呼伦贝尔盟海拉尔市並有一半蒙古族血统，中国记者、新闻评论员、主持人及作家，供职于中国中央电视台。第十二届、十三届全国政协委员。2019年9月起兼任中国红十字会副会长。
1993年，白岩松参与创办中央电视台电视新闻杂志节目《东方时空》，并推出了子栏目《东方之子》。1997年，相继参与了香港回归、三峡大坝截流等重大事件的电视直播。1999年参加了澳门回归直播与国庆五十周年庆典转播。2000年，被授予“中国十大杰出青年”称号。2003年，开始主持新闻频道的新闻专题节目《新闻周刊》。2009年，获得“话语主持群星会年度终身成就奖”。2010年，获得“优秀播音员主持”奖。2012年，担任伦敦奥运会开闭幕式的解说。2016年，获得中央电视台十佳优秀播音员、主持人奖。

## 主要经历
白岩松1985年从海拉尔第二中学毕业，9月进入北京广播学院新闻系学习，1988年末至1989年初在中国国际广播电台华侨部实习，但1989年3月得知该年国际台不招中文编辑后，白岩松试图南下广州，到珠江电台应聘，但临行前已买好车票的白岩松得知中央人民广播电台人事处已致电广院新闻系，寻找未在该台实习的应届生，遂参加了央广面试。
1989年7月，白岩松从北京广播学院毕业，但该年8月10日从广电部干部司得知自己的档案被退回北京广播学院，8月15日又被要求和央广该年新入职的大学生前往京郊学习，遂被分到房山区周口店乡政府锻炼一年，1990年被分配到中央人民广播电台《中国广播报》工作，成为该报一个版面的责任编辑。
1993年2月，当时在央广《午间半小时》担任主持人的崔永元邀请白岩松到一个“电视台新栏目”（即该年5月1日开播的《东方时空》），其后制片人时间在看过白岩松负责的采访文章后决定将其录用至新节目。1993年5月1日，《东方时空》正式开播，白岩松被借调至中央电视台并担任人物访谈节目《东方之子》主持人，后正式任中央电视台新闻评论部主持人，并先后于1994年和1996年参与了《焦点访谈》和《新闻调查》这两档节目的创办。
1997年，白岩松参加中央电视台“香港回归祖国”报道，负责中国人民解放军驻香港部队入港的全程报道，1999年又参加了中央电视台“澳门回归祖国”报道，2000年9月担任第27届悉尼奥运会直播节目的总主持人，2001年与张斌、宁辛一同赴莫斯科担任北京申奥投票直播节目主持人。
2001年，白岩松获选第十一届“中国十大杰出青年”荣誉称号。2003年，白岩松辞去了在中国中央电视台的所有职位（包括制片人在内），后以“新闻评论员”的身份出镜。
2003年5月，中国中央电视台新闻频道开播，作为评论部元老的白岩松先后担任《新闻会客厅》、《东方时空》、《新闻周刊》（2007年由原《中国周刊》改名而来）、《新闻1+1》（2008年3月24日首播）等节目主播。
2005年7月，白岩松前往台湾采访录制中央电视台与台湾东森电视台合作的专题节目《岩松看台湾》，开启“岩松看”系列节目。2007年3月，白岩松在时任总理温家宝的访日之行前赴日本拍摄专题片《岩松看日本》，在《东方时空》节目中播出，同年6月赴香港拍摄香港回归十周年特别节目《岩松看香港》，2009年3月底至4月中旬又带队赴美国拍摄《岩松看美国》。
2010年11月12日，白岩松在央視新聞頻道為廣州亞運會開幕式進行解說，由於他以有別傳統的解說風格，改变了以往中國国家重大活动中的语态表达，並展現獨特的新聞視角而獲網友推崇，而央视亦於11月15日对白岩松给予通报表扬。而坊間亦將白岩松對亚运会開闭幕式的解說稱作「白話版解說詞」。11月27日的闭幕式则与开幕式一样采用两套解说的模式。此后，2012年7月28日，白岩松在央視新聞頻道為伦敦奥運會开幕式進行解說，2016年8月6日又在央視新聞頻道為里约奥運會开幕式進行解說，再次在網絡走紅。

## 著名解說訪問

### 主持央視首次直播
香港回歸儀式，中國中央電視台從6月30日起連續72小時直播。白岩松緊張過度，在演練以至直播中都屢屢口誤將「解放軍駐港部隊」稱為「戒嚴部隊」。此事後來他自己在2001年著名的自傳散文集《痛并快乐着》提及，又經中國官媒以比較輕快的筆觸報導，主旨在於披露電視直播背後的有趣細節。

### 2010年廣州亞運解說
2010年廣州亞運解說，是央視第一次不用傳統春晚式的激情解說，白岩松的淺白語言大獲好評，南方周末、北京青年報、人民網加以稱讚。

### 2016奧運男乒奪金後訪問
中國男乒在2016年奧運乒乓團體賽奪金牌後，翌日2016年8月18日白岩松在里約熱內盧訪問總教練劉國梁、球員馬龍和許昕。中國男乒奪金後，張斌主持的央視《風雲會》率先訪問，白岩松特約主持騰訊體育頻道《第一時間》則是第二家訪問媒體。由於奧運期間傳出總教練劉國梁萌生去意，白岩松多次追問劉國梁的未來規劃，亦追問了馬龍的戀情——問其心形慶祝手勢「这是奔谁去的？」。

### 2020新冠肺炎採訪钟南山
2019冠狀病毒病武漢市疫情暴發，但1月初武漢市衛健委一直對國家衛健委專家組隱瞞病毒的傳染性，至2020年1月20日中央電視台《新闻1+1》节目白岩松直播訪問钟南山院士，得到鍾南山兩次說出“肯定的有人传人”，是中國官方首次確認病毒有人传人现象，撼動輿論，由此大眾開始重視疫情。白岩松後來描述鍾南山「他说到了人传人、不要去武汉、要戴口罩等等，这样的言语立即产生了动员的效果。」

## 爭議

### 不赞成抵制家乐福
白岩松于2008年4月15日发表文章《不要拿别人的错误惩罚自己》，是中国大陆已知较早的公开表示不支持抵制家乐福的公众人物。白岩松因此遭到新华网评论文章的指责。

### 疑似醉酒后上直播节目
2008年10月7日，央视新闻频道《新闻1+1》节目关注中国足球相关话题，白岩松作为评论员参与节目直播，但其间语无伦次、表情夸张、动作幅度较大，还不时微微地摇头晃脑，甚至偶尔口齿不清，疑似醉酒后上节目，引发热议。

### 批评温州高铁撞车事故
2011年甬台温铁路列车追尾事故发生后，白岩松在《新闻1+1》解读了铁道部新闻发言人王勇平的言论。王勇平自言中国高铁技术是先进的、合格的“仍然具有信心。”白岩松点评“一个人心脏功能是好的，肝脾胃什么都是好的，但他是个弱智，你能说他是健康的人么？”。白岩松还注意到铁道部发言人王勇平在24日新闻发布会中曾多次反问：“你们相信吗？”对此，白岩松评论说：“一个多月之前我愿意相信，但是现在我不敢信、不能信。”
然而，7月30日夜，中央电视台新闻频道播出的《新闻周刊》栏目在回顾过去一周重要新闻时，报道了中国的第一艘航母、吴菊萍救人壮举的后续新闻、蛟龙号潜水器深潜试验、公安机关捣毁贩买婴儿集团、唐山大地震35周年祭、乃至藏羚羊迁徙，却对动车组事故只字不提。按平时节目惯例，主持人白岩松会对所报道的新闻事件进行点评，但这一期白岩松完全没有露面，与以往节目风格迥异。

### 大连PX调查节目突然中断
2011年8月8日，强热带风暴“梅花”侵袭大连。大连福佳大化（PX项目）沿海处在建防波堤坝有两段被海浪冲毁，海水倒灌，化工储罐受到威胁。此后，央视跟进报道，派出记者采访大连福佳大化工厂，但遭到阻拦，央视记者称遭到殴打。8月9日，原定21时30分在央视播出由白岩松主持的《新闻1+1——高危项目别低调推进》节目，但是，该报道在播出预告片的短短數分钟之后，突然改播成广告和焦点访谈，未有按原訂計劃播放。

### 评肃宁枪击案
2015年6月9日凌晨，河北省肃宁县发生特大枪击案，造成两名公安干警殉职。当晚，白岩松在《新闻1+1》节目中评论此案件时，用了“死亡”和“离世”等词描述殉职的公安干警，而未使用“牺牲”一词；而对射杀2名群众及2名公安干警的“犯罪嫌疑人”，白岩松却评道：“是什么原因让这个五十多岁的老汉端起了枪”。这些言论引起部分网民的不满。

### 《对白》节目“不会吧”事件
2021年4月至5月，中国大陆视频网站哔哩哔哩上大量UP主转载并加工制作了由白岩松发起的文化演讲节目《对白》第四季中的一个争议性言论片段，并引起大量网友不满及讨伐。视频内容是兰州文理学院学生位宇洋在节目中提问白岩松如何看待“当代年轻人一边在B站上看着爱国视频热血沸腾，但是一边又面对着生活压力、就业压力感到无能为力；他们一边对国家的命运前途感到乐观，但是一边又对个人的发展前途感到悲观”这一现象，而白岩松则表示，在其生活的年代，物质生活不丰富，比现在的条件艰苦的多，还反问道：“难道我们现在指望的是房价很低，然后工作到处随便找，然后一点压力都没有，然后只要喜欢的女孩跟她一追求就同意？不会吧？”。且原视频背景收音可听到有数位现场观众回答“会啊”，而节目后期制作组则清一色地加上写有“不会啊”字样的气泡和特效。
此言论一经走红即引发大量网友抨击，指责白岩松回答“避重就轻”、“偷换概念”，更有B站相关视频弹幕网友纷纷反问道“不然呢？” B站一些相关视频的网友评论指出“就业压力、工作压力、安居压力、情感压力是阻碍中国当代年轻人幸福感提升的几大最重要因素，白岩松所反讽的几个例子反而正是人民对美好生活的基本追求，无可指责。”
更有网友质疑白岩松，指出其本人在青年时代“毕业就分配到CCTV，工作顺风顺水”、“房子不用愁，工作不用愁，你不幸在哪里”，且指出其本人的儿子就在英国伦敦国王学院读书，称其“是中国资本家剥削民众的既得利益者”、“赴外是生活，爱国是工作”，并质疑白本人是否有说教中国国内青年的资格。白岩松此番争议言论，已引发B站涌现大量以该言论片段为题材的包括鬼畜、短视频剪辑在内的大量二次创作作品。
2021年6月，白岩松接受封面新闻专访，回应称“我和骂我的人站在一起”。

## 家庭
白岩松的父亲是蒙古族人，母亲是汉族人。他的父亲没有汉姓，白岩松的白姓是满蒙一家时代的赐姓。白岩松只会一些简单的蒙古语。他的父母都毕业于内蒙古师范学院，后来都当了教师。八岁时，他的父亲逝世。十岁时，他的爷爷逝世，家里只剩下白岩松的妈妈和比他大六岁的哥哥。他的哥哥在1979年考上了中央民族学院。
白岩松的妻子叫朱宏钧，在电视台做编辑。因为妻子喜欢金庸小说，他们给儿子取名白清扬。
白岩松对于足球非常喜爱，尤其喜欢阿根廷球员巴蒂斯图塔。在他儿子出生后，他甚至称呼他“小巴蒂”。不过，由于其过于喜爱阿根廷队，白岩松对其他国家队不甚了解。而这一点屡屡被曾经的同事黄健翔所诟病。白岩松的身体素质也异常出色，据说他的100米跑成绩至今保持着广电系统（这里的广电系统指位于北京的国家广播电影电视总局、中央电视台、中央人民广播电台、中国国际广播电台，以上单位会统一定期举办运动会）的纪录。

## 作品
- 《痛并快乐着》，华艺出版社，2001年，ISBN 9787801420787；2010年再版，长江文艺出版社，ISBN 9787535448798
- 《岩松看台湾》，九州出版社，2005年，ISBN 9787801953155
- 《岩松看日本》，华艺出版社，2007年，ISBN 9787801428844
- 《岩松看美国》，华艺出版社，2009年，ISBN 9787802521889
- 《幸福了吗》，长江文艺出版社，2010年，ISBN 9787535446329
- 《一个人与这个时代》，上海交通大学出版社，2013年
- 《行走在爱与恨之间》，北京联合出版公司，2014年，ISBN 9787550227743
- 《白说》，长江文艺出版社，2015年，ISBN 9787535481108
- 《岩松看台湾——远的历史近的情》，北京联合出版社，2016年
- 《万事尽头，终将如意》，长江文艺出版社，2016年